# Hugo Leal
Hugo Leal Melo da Silva (Ouro Fino, 6 de agosto de 1962) é um advogado, compositor, economista e político brasileiro. Atualmente filiado ao Partido Social Democrático (PSD), é deputado federal e secretário de Energia e Economia do Mar pelo estado do Rio de Janeiro. O político já foi filiado anteriormente aos seguintes partidos políticos: Partido Democrático Trabalhista (PDT); Partido Socialista Brasileiro (PSB); Partido Social Cristão (PSC); e Partido Republicano da Ordem Social (PROS).
Formou-se em Direito pela Universidade Federal do Rio de Janeiro (UFRJ) em 1987 e em Economia pela Faculdade Candido Mendes em 1990. É casado desde 1989 com Luise Gomes da Motta, com quem tem dois filhos: Laura e Luís.
Antes de exercer cargos eletivos e comissionados, Hugo Leal ocupou algumas funções relativas ao Partido Democrático Trabalhista (PDT), partido no qual foi membro de 1985 a 2001, em especial como advogado da legenda junto ao TRE-RJ e ao TSE. Hugo foi secretário de duas pastas do Governo do Estado do Rio de Janeiro entre 1999 e 2006, durante as gestões dos governadores Anthony Garotinho e Rosinha Garotinho, tendo sido também presidente do Departamento de Trânsito do Estado do Rio de Janeiro (Detran-RJ) entre janeiro de 2003 e maio de 2005. O político, que atualmente é deputado federal, ocupou um assento de deputado estadual na Assembleia Legislativa do Estado do Rio de Janeiro (Alerj) entre maio e agosto de 2005. Em relação às eleições municipais de 2020, Hugo Leal foi pré-candidato à Prefeitura do Rio de Janeiro pelo PSD., porém o seu partido decidiu por apoiar a candidatura do deputado federal Luiz Lima (PSL), nomeando o Delegado Fernando Veloso como vice na chapa.

## Carreira política

### Movimento estudantil e funções no PDT
Quando era aluno da Faculdade de Direito da Universidade Federal do Rio de Janeiro em meados da década de 1980, Hugo Leal era ativo no movimento estudantil, tendo sido eleito três vezes para a diretoria do Centro Acadêmico Cândido de Oliveira (CACO). Filiou-se ao Partido Democrático Trabalhista (PDT) em 1985. No PDT, Hugo Leal foi advogado do partido junto ao Tribunal Regional Eleitoral do Rio de Janeiro (TRE-RJ) e ao Tribunal Superior Eleitoral (TSE), membro da Executiva Nacional e consultor legislativo da liderança do partido na Câmara dos Deputados. Em 1995, assumiu a presidência da Companhia de Desenvolvimento de Itaguaí.

### Cargos no governo do Rio de Janeiro (1999–2006)
Com a posse de Anthony Garotinho como governador do Rio de Janeiro em 1999, Hugo Leal assumiu a Secretaria de Estado de Administração e Reestruturação. No cargo, entre outras coisas, colocou em dia o salário dos servidores públicos estaduais, estabeleceu um calendário anual de pagamento e fez mudanças na gestão da folha de pagamento que permitiram a concessão de aumentos reais nos salários de funcionários das áreas de saúde, educação e segurança pública. Desfiliou-se do PDT em 2000 junto com o grupo político de Anthony Garotinho na época devido a divergências do governador ao presidente do partido na época, Leonel Brizola. Leal filiou-se ao Partido Socialista Brasileiro (PSB) em 2001, partido no qual disputou as eleições estaduais no Rio de Janeiro em 2002, ocasião em que obteve 30.410 votos para o cargo de deputado estadual e conquistou a segunda suplência da coligação PSB / PST / PTC na Assembleia Legislativa do Estado do Rio de Janeiro (Alerj).
Na gestão da governadora fluminense Rosinha Garotinho, Hugo Leal assumiu a presidência do Departamento de Trânsito do Estado do Rio de Janeiro (Detran-RJ), cargo que ocupou de 2003 a 2005. Durante a sua gestão à frente da autarquia, o Detran-RJ recebeu investimentos na modernização de seus sistemas, com a implementação da identificação digital e das provas eletrônicas, e na qualidade do atendimento. Na época, a interiorização dos serviços e o combate à corrupção foram outras prioridades da gestão. Hugo deixou a presidência do órgão em maio de 2005 para ocupar um dos assentos da Assembleia Legislativa do Estado do Rio de Janeiro (Alerj) como deputado estadual, lugar vago devido à morte do deputado estadual Márcio Corrêa em um acidente de carro. Em agosto de 2005, assumiu a Secretaria de Estado de Justiça e Direitos do Cidadão, posto que ocupou até abril de 2006.
Em 30 de dezembro de 2022, foi anunciado pelo governador do Rio de Janeiro Cláudio Castro para assumir a pasta de Óleo, Gás, Energia e Indústria Naval, renomeada em fevereiro do ano seguinte para Energia e Economia do Mar. Desde então passou a conciliar o cargo com o mandato federal.

### 53ª legislatura da Câmara dos Deputados (2007–2011)

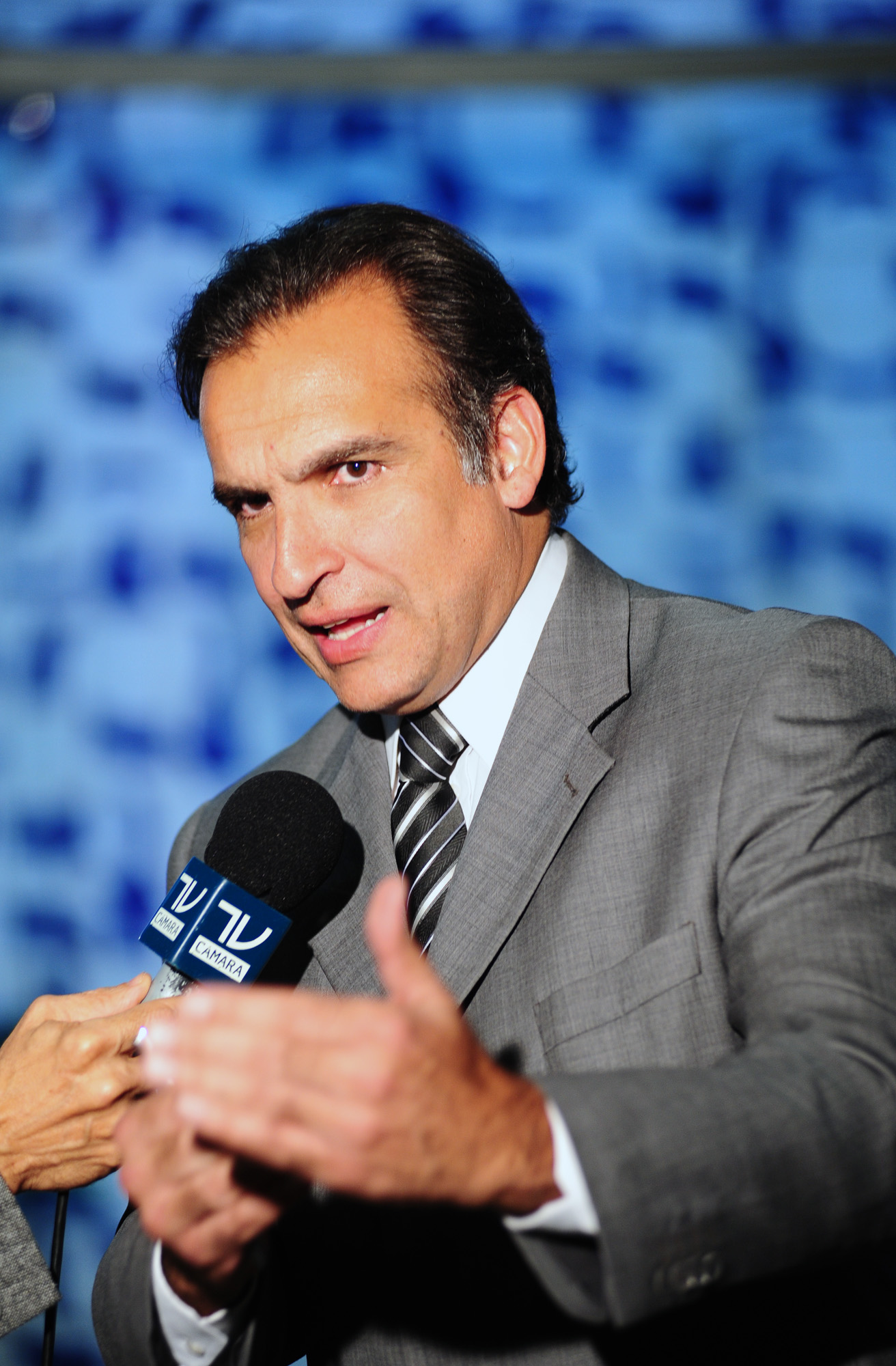
Hugo Leal durante entrevista à TV Câmara em 2010.

Nas eleições de 2006, Hugo Leal recebeu 112.789 votos como candidato a deputado federal pelo estado do Rio de Janeiro pelo Partido Social Cristão (PSC), tendo sido eleito para exercer o cargo na 53ª legislatura (2007–2011) da Câmara dos Deputados do Brasil. Ao longo de todo o mandato, foi líder do PSC na Câmara.
Com a experiência adquirida na presidência do Departamento de Trânsito do Estado do Rio de Janeiro a respeito de questões relacionadas ao trânsito, Hugo Leal foi relator da Medida Provisória Nº 415/08, que propunha originalmente a proibição da comercialização de bebidas alcoólica em rodovias federais. Devido à polêmica causada pela proposição da MP no meio comercial, o projeto inicial sofreu modificações na Câmara dos Deputados, passando a propor a inibição o consumo de bebidas alcoólicas por condutores de automóveis. A medida provisória foi transformada na Lei Ordinária Nº 11.705, sancionada em 19 de junho de 2008 e popularmente conhecida como Lei Seca.

### 54ª legislatura da Câmara dos Deputados (2011–2015)
Nas eleições de 2010, Hugo foi reeleito deputado federal para a 54ª legislatura (2011–2015) da Câmara dos Deputados. Na ocasião, novamente como candidato pelo Partido Social Cristão (PSC), obteve 98.164 votos.

### 55ª legislatura da Câmara dos Deputados (2015–2019)

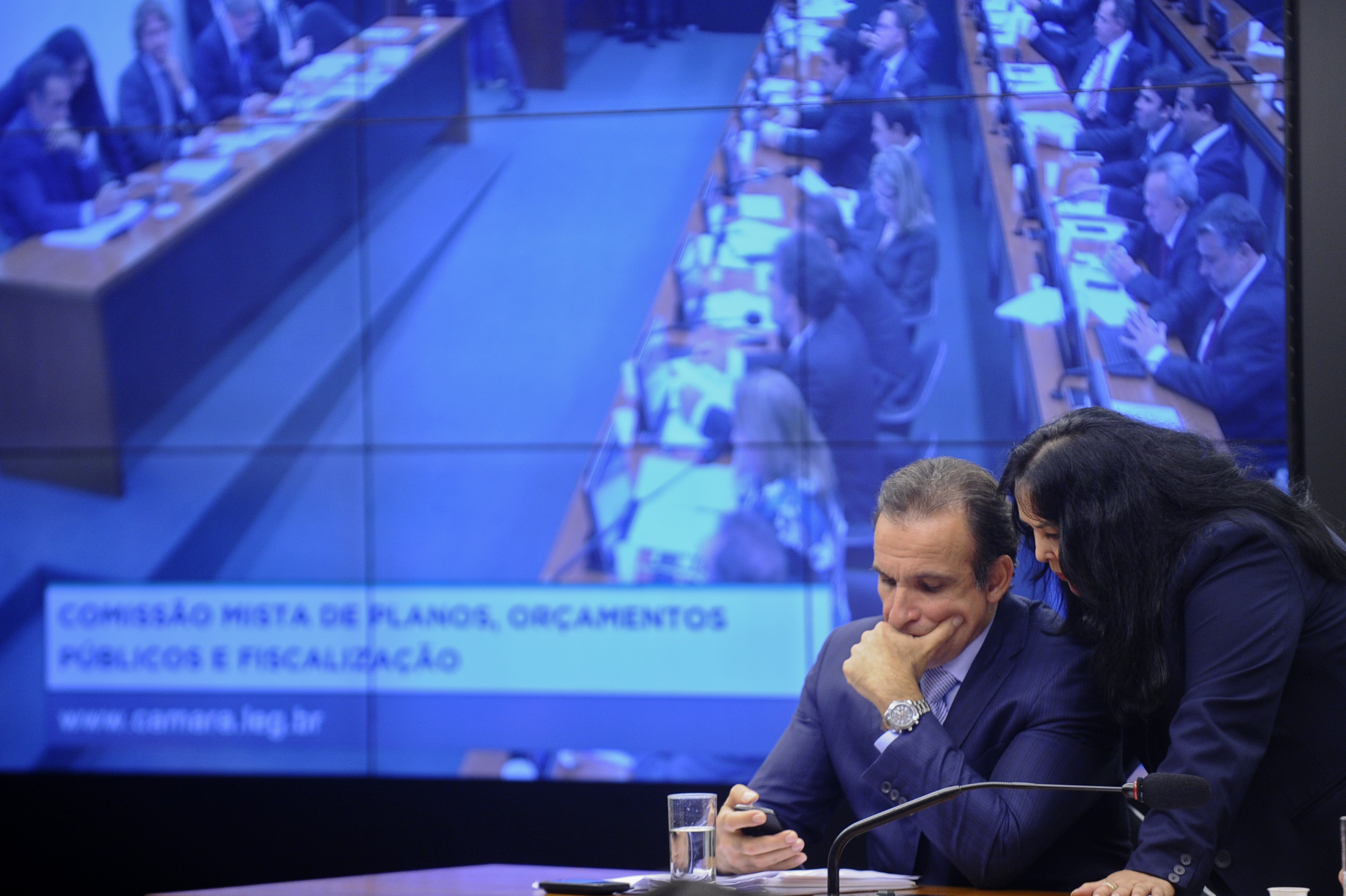
Hugo Leal (à esq.) com a senadora capixaba Rose de Freitas (à dir.) durante reunião de comissão da Câmara dos Deputados do Brasil em 2015.

Nas eleições de 2014, o político foi novamente reeleito deputado federal para a 55ª legislatura (2015–2019) da Câmara dos Deputados. Dessa vez como candidato pelo Partido Republicano da Ordem Social (PROS), Leal obteve 85.449 votos. Em votações de grande relevância da legislatura, Hugo Leal votou a favou do impeachment de Dilma Rousseff e da PEC do Teto dos Gastos Públicos. Quanto às denúncias contra Michel Temer pela Procuradoria-Geral da República, o parlamentar votou contra a rejeição das duas denúncias na Câmara.

### 56ª legislatura da Câmara dos Deputados (2019–2023)
Nas eleições de 2018, como candidato pelo Partido Social Democrático (PSD), Hugo Leal foi reeleito deputado federal pelo estado do Rio de Janeiro com 63.561 votos, conquistando um assento na Câmara dos Deputados na 56ª legislatura (2019–2023). Em 2019, o deputado federal votou a favor da aprovação da PEC 6/2019, relativa à Reforma da Previdência, tanto no primeiro quanto no segundo turno no plenário da Câmara dos Deputados. Em 2021, Hugo Leal foi escolhido como relator-geral do Orçamento de 2022, essa que é a matéria mais importante que o Congresso Nacional analisa anualmente.

### 57ª legislatura da Câmara dos Deputados (2023–2026)
Hugo Leal conquistou seu quinto mandato como deputado federal pelo Rio de Janeiro, nas eleições de 2022, como candidato pelo Partido Social Democrático (PSD), com 50.067 votos. Em 2023, foi indicado pelo governador do Rio de Janeiro, Cláudio Castro, como secretário de Estado de Energia e Economia do Mar. Em sua gestão foi iniciado o programa "Corredores Sustentáveis", que promovia a adaptação de postos de combustíveis para abastecer mais rapidamente, com gás natural e biometano, os veículos pesados e, assim incentivar o uso desses combustíveis com pegada de carbono inferior ao diesel. Hugo Leal ocupou o cargo até janeiro de 2024, quando retomou seu mandato de deputado federal.
Em seu retorno à Câmara dos Deputados, assumiu a 1ª vice-presidência da Comissão de Minas e Energia, em 2024, e 2º vice-presidente, em 2025. Diante de sua forte atuação na legislação do setor de energia e de viação e transportes, foi escolhido como o relator do "Vale-gás", que amplia o auxílio para cerca de 20 milhões de famílias.  